# Basílica de São José Operário
A Basílica de São José Operário se localiza em Barbacena, Minas Gerais. Construída a partir de 1950, e finalizada por volta de 1958, tem a forma de cruz grega. Foi elevada a Basílica em 25 de setembro de 1965 e tombada pelo Decreto Municipal n° 3.908 de 21 de maio de 1999. Pertence á Arquidiocese de Mariana.

## História
A pedra fundamental da basílica que significa o início efetivo de uma edificação foi lançada em setembro de 1949, pelo Arcebispo Dom Helvécio Gomes de Oliveira.

## Arquitetura
A Basílica possuí arquitetura moderna. O que mais se chama a atenção nela, são seus vitrais. A construção em três naves, abriga uma via-sacra em terra cotta, feita por um artista italiano.

## Jubileu
Realiza anualmente o Jubileu de São José Operário, agora adicionado no calendário da cidade, entre os dias 21 de abril e 1 de maio. Conhecido regionalmente, atrai lojistas ambulantes de várias partes do país que ficam nas ruas ao redor da igreja, atraindo mais pessoas.